# 桑德拉·金
桑德拉·金（Sandra Kim，1972年10月15日—），本名桑德拉·卡爾達羅內（Sandra Caldarone），比利時籍意大利裔女歌手，是1986年歐洲歌唱大賽冠軍得主。

## 外部連結
- 官方网站 (English version)
- Website about Sandra Kim's discography (French - Dutch - English)